# Geratshofen (Wertingen)
Geratshofen ist ein Stadtteil von Wertingen im schwäbischen Landkreis Dillingen an der Donau in Bayern. Geratshofen wurde zum 1. Mai 1978 als Ortsteil von Gottmannshofen in die Stadt Wertingen eingegliedert. Der Ort liegt ein Kilometer südwestlich von Gottmannshofen zwischen den Flüssen Zusam und Laugna.

## Geschichte
Geratshofen wird 1269/71 erstmals als „Gerolshoven“ genannt. Im Hochmittelalter war im Ort die Herrschaft Wertingen begütert. Weitere Anteile an der Grundherrschaft hatten mehrere Klöster in Augsburg.

## Religionen
Der Ort war immer zu Gottmannshofen eingepfarrt. 1897 wurde eine ältere Kapelle durch die neue Zu den Unschuldigen Kindern ersetzt.
Siehe auch: Liste der Baudenkmäler in Geratshofen

## Wirtschaft
Geratshofen beherbergt das größte zusammenhängende Industrie- und Gewerbegebiet der Stadt Wertingen und ist ein bedeutender Standort großer Unternehmen in der Region.